# Eleccions al Parlament de Navarra de 2023
Les eleccions al Parlament de Navarra de 2023 se celebraren el diumenge 28 de maig, durant les eleccions autonòmiques del mateix any, d'acord amb el decret de convocatòria d'eleccions disposat que es publicà en el Butlletí Oficial de Navarra. S'elegiren els 50 diputats de la XI legislatura del Parlament de Navarra mitjançant un sistema proporcional (mètode D'Hondt), substituint els resultats de las eleccions de 2019.

## Candidats
Relació de candidatures per a les eleccions al Parlament de Navarra de 2023, en ordre de presentació:
| Candidatura | Candidatura                      | Cap de lista                     | Cap de lista |
| ----------- | -------------------------------- | -------------------------------- | ------------ |
| sinmarco    | Partit Popular de Navarra        | Javier García Jiménez            | sinmarco     |
| sinmarco    | Geroa Bai                        | Miren Uxue Barcos Berruezo       | sinmarco     |
| sinmarco    | Euskal Herria Bildu              | Laura Aznal Sagasti              | sinmarco     |
| sinmarco    | Vox                              | María Teresa Nosti Izquierdo     | sinmarco     |
| sinmarco    | Unió del Poble Navarrès          | José Javier Esparza Abaurrea     | sinmarco     |
| sinmarco    | Ciutadans                        | Carlos Pérez-Nievas              | sinmarco     |
| sinmarco    | Contigo Navarra-Zurekin Nafarroa | Begoña Alfaro García             | sinmarco     |
| sinmarco    | Partit Socialista de Navarra     | María Victoria Chivite Navascués | sinmarco     |

## Resultats
Els resultats complets es detallen a continuació:
| ← Eleccions al Parlament de Navarra de 2023 | ← Eleccions al Parlament de Navarra de 2023 | ← Eleccions al Parlament de Navarra de 2023  | ← Eleccions al Parlament de Navarra de 2023 | ← Eleccions al Parlament de Navarra de 2023 | ← Eleccions al Parlament de Navarra de 2023 |
| Candidatura                                 | Candidatura                                 | Candidatura                                  | Vots                                        | %                                           | Escons                                      |
| ------------------------------------------- | ------------------------------------------- | -------------------------------------------- | ------------------------------------------- | ------------------------------------------- | ------------------------------------------- |
|                                             |                                             | Unió del Poble Navarrès (UPN)                | 92 392                                      | 28,01                                       | 15                                          |
|                                             |                                             | Partit Socialista de Navarra-PSOE (PSN-PSOE) | 68 247                                      | 20,69                                       | 11                                          |
|                                             |                                             | Euskal Herria Bildu (EH Bildu)               | 56 535                                      | 17,14                                       | 9                                           |
|                                             |                                             | Geroa Bai (GBai)                             | 43 660                                      | 13,23                                       | 7                                           |
|                                             | sinmarco                                    | Partit Popular de Navarra (PP)               | 24 019                                      | 7,28                                        | 3                                           |
|                                             |                                             | Contigo Navarra-Zurekin Nafarroa (CN-ZN)     | 20 095                                      | 6,09                                        | 3                                           |
|                                             |                                             | Vox (VOX)                                    | 14 197                                      | 4,30                                        | 2                                           |
|                                             |                                             |                                              |                                             |                                             |                                             |
|                                             | sinmarco                                    | Per un Món Més Just (PUM+J)                  | 1 740                                       | 0,52                                        | 0                                           |
|                                             | sinmarco                                    | Ciutadans - Partit de la Ciutadania (CS)     | 1 273                                       | 0,38                                        | 0                                           |
|                                             | sinmarco                                    | Eguzkilore                                   | 1 261                                       | 0,38                                        | 0                                           |
|                                             | sinmarco                                    | Voluntad Foral-Nabarra Gurea (VF-NG)         | 582                                         | 0,17                                        | 0                                           |
|                                             |                                             | Vots en blanc                                | 5 860                                       | 1,78                                        | n/a                                         |
|                                             |                                             | Vots vàlids                                  | 329 861                                     | 100,00                                      | 50                                          |
|                                             |                                             | Vots nuls                                    | 4 632                                       | Participació: · \| \| 64,44 % \| 7,74%      | Participació: · \| \| 64,44 % \| 7,74%      |
|                                             |                                             | Votants                                      | 334 493                                     | Participació: · \| \| 64,44 % \| 7,74%      | Participació: · \| \| 64,44 % \| 7,74%      |
|                                             |                                             | Electors                                     | 518 998                                     | Participació: · \| \| 64,44 % \| 7,74%      | Participació: · \| \| 64,44 % \| 7,74%      |
|                                             | 64,44 %                                     |                                              |                                             |                                             |                                             |

## Diputats electes
| Eleccions al Parlament de la Comunitat Foral de Navarra 2023 | Eleccions al Parlament de la Comunitat Foral de Navarra 2023 | Eleccions al Parlament de la Comunitat Foral de Navarra 2023 |
| Candidatura                                                  | Candidatura                                                  | Diputats electes |
| ------------------------------------------------------------ | ------------------------------------------------------------ | --- |
|                                                              | Unió del Poble Navarrès                                      | - Marta Álvarez Alonso - Ángel Ansa Echegaray - Miguel Bujanda Cirauqui - Ana María Elizalde Urmeneta - José Javier Esparza Abaurrea - Raquel Garbayo Berdonces - Pedro José González Felipe - Yolanda Ibáñez Pérez - Iñaki Iriarte López - Cristina López Mañero - Leticia San Martín Rodríguez - Juan Luis Sánchez de Muniáin Lacasia - Francisco Javier Trigo Oubiña - María Jesús Valdemoros Erro - Félix Zapatero Soria |
|                                                              | Partit Socialista de Navarra                                 | - Jorge Aguirre Oviedo - Ramón Alzórriz Goñi - María Aranzazu Biurrun Urpegui - María Victoria Chivite Navascués - María Olga Chueca Chueca - María Teresa Esporrín Las Heras - María Inmaculada Jurío Macaya - Antonio Javier Lecumberri Urabayen - Kevin Lucero Domingues - Jesús María Rodríguez Gómez - Ainhoa Unzu Garate                                                                                               |
|                                                              | Euskal Herria Bildu                                          | - Adolfo Araiz Flamarique - Javier Arza Porras - Laura Aznal Sagasti - Domingo González Martínez - Aranzazu Izurdiaga Osinaga - Irati Jiménez Aragón - Eneka Maiz Ulaiar - Severiano Txoperena Matxikote - Mikel Zabaleta Aramendia |
|                                                              | Geroa Bai                                                    | - Javier Arakama Urtiaga - Mikel Asiain Torres - Pablo Azcona Molinet - Uxue Barcos Berruezo - Unai Hualde Iglesias - Blanca Isabel Regúlez Álvarez - María Roncesvalles Solana Arana |
|                                                              | Partit Popular de Navarra                                    | - Javier García Jiménez - María Isabel García Malo - Irene Royo Ortín |
|                                                              | Contigo Navarra-Zurekin Nafarroa                             | - Begoña Alfaro García - Carlos Guzmán Pérez - Daniel López Córdoba |
|                                                              | Vox                                                          | - Emilio Jiménez Román - María Teresa Nosti Izquierdo |
| Total                                                        | Total                                                        | 50 |

## Investidura de la Presidenta del Govern de Navarra
| Candidata                | Data                                                   | Vot   |    |    |   |   |   |   |   | Total   |
| María Chivite (PSN-PSOE) | 14 d'agost de 2023 Majoria requerida: absoluta (26/50) | Sí    |    | 11 |   | 7 |   | 3 |   | 21 / 50 |
| María Chivite (PSN-PSOE) | 14 d'agost de 2023 Majoria requerida: absoluta (26/50) | No    | 15 |    |   |   | 3 |   | 2 | 20 / 50 |
| María Chivite (PSN-PSOE) | 14 d'agost de 2023 Majoria requerida: absoluta (26/50) | Abst. |    |    | 9 |   |   |   |   | 9 / 50  |
| María Chivite (PSN-PSOE) |                                                        |       |    |    |   |   |   |   |   |         |
| María Chivite (PSN-PSOE) | 15 d'agost de 2023 Majoria requerida: simple           | Sí    |    | 11 |   | 7 |   | 3 |   | 21 / 50 |
| María Chivite (PSN-PSOE) | 15 d'agost de 2023 Majoria requerida: simple           | No    | 15 |    |   |   | 3 |   | 2 | 20 / 50 |
| María Chivite (PSN-PSOE) | 15 d'agost de 2023 Majoria requerida: simple           | Abst. |    |    | 9 |   |   |   |   | 9 / 50  |